# Партридж, Иан
И́ан Па́ртридж, (Ian Harold Partridge; 12 июня 1938, Уимблдон, Лондон, Великобритания) — британский лирический тенор, оперный и камерный певец, пианист, педагог и общественный деятель.

## Награды, достижения и обязанности
- 1992 — командор Ордена Британской империи за заслуги и достижения в музыке.
- с 1996 — профессор Королевской академии музыки
- с 2002—председатель жюри  Международного вокального конкурса имени Фридриха Генделя, Лондон.   http://www.london-handel-festival.com/page/competition/24/
- с 1999—2001 исполнял обязанности президента Независимого некоммерческого фонда музыкантов (ISM).
- 2009 — голос Иана Партриджа включен в золотую коллекцию пластинок, выпущенных британской медиагруппой EMI Classics «The Record of Singing» (Собрание записей № 5 «От грампластинок до цифровой эры: 1953-2007»). Имя Иана Партриджа входит в список выдающихся теноров мира, таких как Джона Виккерса, Рене Колло, Дональда Смита, Франко Бонисолли, Хосе Каррераса, Алена Ванцо, Нила Шикоффа.
- Ведет активную творческую работу с молодым поколением музыкантов. Проводит мастер-классы и творческие встречи, является одним из специалистов современности по исполнению немецкой песни, английской песни и средневековой музыки. Музыкант регулярно проводит мастер-классы в Олдборо, Ванкувере, Равинии, Тронхейме, Версале, Хельсинки, Сиена.

## Биография
- 1948 —1955 —пел в хоре Нового колледжа, Оксфорд
- 1952 –1956 — учился в Клифтонском колледже, Бристоль1].
- 1956 —изучал игру на фортепиано и вокальное пение в Королевском музыкальном колледже Лондона.
- 1958 —1961— учился в Гилдхоллской школе музыки и театра, Лондон. Занимался под руководством учителей Нормана Уокера (пение) и Роя Хикмена (пение), Айлмер Буесста (дирижирование).
- 1961— успешно выступает в театрах Вест-Энда Лондона в постановке биографической драмы Джона Осборна «Лютер».
- 1964 — постановка биографической драмы Джона Осборна «Лютер» удостоена премии «Тони» как лучший спектакль года в Великобритании.
- 1958 —1962 —поет в хоре Вестминстерского собора. Вместе с Джорджом Малколмом изучает и работает над пением григорианской монодии (СANTUS PLANUS). Одновременно с активной вокальной деятельностью Иан Партридж профессионально аккомпанирует на фортепьяно другим певцам.
- с 1958 — образование Иана Партриджа проходит в творческом общении с Бенджамином Бриттеном и Питером Пирсом. На протяжении двух десятилетий Иан Партридж был удостоен редкой привилегии быть приглашенным на ежегодный музыкальный фестиваль Бенджамина Бриттена и Питера Пирса в Олдборо.
- 1958 — ГЕНДЕЛЬ «Мессия», Бексхил. Вокальный дебют Иана Партриджа
- 1967 — ВИЛБИ Мадригалы, The Wilbye Consort, дирижёр Питер Пирс (Decca LXT 6315)
- 1968 — ЛИЛИ БУЛАНЖЕ Du Fond de l’abime, Симфонический оркестр, дирижёр Надя Буланже ( BBC Legends, BBCL 4026-2 (1999))
- 1969 — БЕРЛИОЗ «Троянцы», партия Иопаса, Королевский театр Конвент — Гарден, Лондон. Дирижёр Сэр Колин Дэвис.
- 1970 — ПЁРСЕЛЛ «Королева фей», Английский камерный оркестр дирижёр Бенджамин Бриттен (Decca 433 163-2 (1992))
- 1972 — ПУЧЧИНИ Манон Леско, Новый филармонический оркестр, дирижёр Бруно Бартолетти ( EMI CDS 7 64852 2 (2 CD set))
- 1972 — ВОАН-УИЛЬЯМС «Путешествие Пилигрима в Небесную Страну», Лондонский филармонический оркестр, дирижёр Сэр Адриан Боулт (EMI CMS 7 64212 2 (1992))
- 1973 — ШУБЕРТ, вокальный цикл на слова Вильгельма Мюллера «Прекрасная мельничиха» (op. 25, D795). Впервые в Англии этот вокальный цикл был записан как цикл произведений, а не отдельные песни на долгоиграющую пластинку. В этом же году запись этой пластинки была признана лучшей записью года на Би-би-си, Великобритания.
- 1974 —МОНТЕВЕРДИ Орфей, дирижёр Юрген Юргенс[англ.] (Archiv 447 703-2 (1995))
- 1976 — БРИТТЕН Серенада для тенора, трубы и струнных, Лондонский симфонический оркестр, дирижёр Джон Притчард[англ.] ( EMI CFP 7243 5 75978 2 1 (2003))
- 1977 — БРИТТЕН «Святой Николай», программа телекомпании «Темза» (Премия Гран-при Италии).
- 1979 — Пещное действо, дирижёр Марк Браун (Decca 433 731-2 (1992))
- 1982 —ШЕНБЕРГ, оратория «Лестница Иакова», CBS, дирижёр Пьер Булез (Sony SMK 48 462 (1993))
- 1982 — ШУМАН «Паломничество Розы» (Op. 112), Лондонский симфонический оркестр Би-би-си, дирижёр Пьер Булез.
- 1982 — СТРАВИНСКИЙ «Соловей», Лондонский симфонический оркестр Би-би-си, дирижёр Пьер Булез.
- 1986 —ГЕНДАЛЬ Мессия, Симфонический оркестр Исландии, дирижёр Ингоульвюр Гудбрандссон[исл.] (POL. 008-9)
- 1993 — ГЕНДАЛЬ «Триумф Времени и Правды»  Лондонский оркестр и хор имени Ф. Генделя, дирижёр Денис Дарлоу Архивная копия от 29 апреля 2017 на Wayback Machine (Hyperion CDA 66071/2)
- 1990 — БАХ И. С. «Страсти по Иоанну», дирижёр Гарри Кристоферс[англ.]  (Chandos CHAN 0507/8)
- 1991 —ПЕНЬЯЛОСА Монеты, Pro Фantione Antiqua, дирижёр Бруно Тёрнер[англ.] (Hyperion CDA 66574)
- 1994 —МОРАГО И МЕЛГАС Музыка ренессанса Португалии, Архивная копия от 28 апреля 2017 на Wayback Machine Pro Cantione Antiqua, дирижёр Марк Браун (Hyperion CDA 66715)
- 1995 АРН «Артаксеркс», дирижёр Рой Гудман[англ.] (Hyperion CDA 67051/2)
- 1996 — TРОНН КВЕРНО[англ.] Страсти по Матфею, Оркестр и хор кафедрального собора города Осло, дирижёр Терье Квам[норв.] (Aurora (Norway) ACD 4994)
- 2003 — BAX Песни, партия фортепиано Лиам Даттон Архивная копия от 29 апреля 2017 на Wayback Machine (Epoch CDLX 7136)
- октябрь 2008  — Иан Партридж завершил свою творческую исполнительскую карьеру выступлением на Фестивале песни, Оксфорд.
- апрель, 2015 — впервые посещает Россию, проводит мастер-классы по искусству вокального исполнения в Воронеже, Санкт-Петербурге и Москве. Мастер-классы были организованы в рамках научно-исследовательского проекта и фестиваля «Неделя Российско-Британской Культуры» 20—26 апреля в городе Воронеж, по приглашению «Центра Российско-Британской Культуры и Искусства» Воронеж—Винчестер. Проект был запланирован летом 2013 года.
- 13 сентября 2016, программа Би-би-си «Голоса» о Иане Патридже the BBC Radio 4.

## Творческое сотрудничество
На протяжении пятидесяти двух лет в концертных выступлениях Иану Партриджу аккомпанировала его сестра Дженнифер Партридж. Вместе артисты осуществили более чем 430 выступлений на Британских островах, в Европе, Южной Америке, Турции, Австралии. Они регулярно выступали в телевизионных передачах Би-би-си, записали несколько пластинок.
Иан Партридж сотрудничал с актрисой Прунеллой Скейлс Архивная копия от 28 апреля 2017 на Wayback Machine в программе Би-би-си с названием «Вечер с королевой Викторией». Артисты записали более чем 350 исполнений. Несколько программ были посвящены теме музыкального таланта Принца Альберта и включали архивные и восстановленные для этой программы вокальные сочинения принца.
Артист работал с выдающимися дирижёрами своего времени:
Рой Гудман, Малкольм Арнольд, Гарри Кристофер Архивная копия от 29 апреля 2017 на Wayback Machine, Эрнест Ансерме, Дэвид Уилкокс (1968), Пауль Швейниц, Роджер Норрингтон, Сэр Колин Дэвис, Николас Клеобьюри, Надя Буланже (1968), Джон Причард, Луис Хелсей, Мередис Дэвис, Питер Сеймур, Юрген Юргенс, Иегуди Менухин (1970), Кристофер Хогвуд, Имоджен Холст (1964), Рэймонд Леппард, Бёрджесс Грейстон, Джон Хобан, Сэр Чарльз Маккеррас (1966), Пьер Булез (1982), Иштван Кертес, Эдо де Ваарт, Моше Ацмон, Денис Дарлоу, Бруно Бартолетти (1972), Бенджамин Бриттен (1970), Николаус Арнонкур, Сэр Адриан Боулт (1970, 1972), Питер Пирс (1972), Жан-Клод Мальгуар, Брайан Уайт (1983).

## Дискография
Дискография музыканта исключительна и обширна. С 1958 по 2008 Иан Патридж записывает произведения музыки эпохи Ренессанса, Монтеверди, И. С. Баха, Генделя, лютневые песни эпохи царствования Елизаветы, немецкие песни, классические французские и английские песни, произведения композиторов XX века Шёнберга, Вайля, Бриттена и других современных композиторов. В архиве записей Иана Партриджа более 150 названий, среди них Шуберт Зимний путь и Прекрасная мельничиха, Шуман Любовь поэта Ор. 48 и Круг песен Op. 39; Питер Уорлок «Кроншнеп», полное собрание антемов Генделя, выпущенные фирмой «Шандос», несколько версий записей оперы Перселла «Королева фей».
http://www.ianpartridge.co.uk/CDdiscog.html

## Личная жизнь
Женат, имеет двоих детей.
Иан Партридж увлекается игрой в бридж и лошадиными скачками.